# Gaoth Dobhair
Gaoth Dobhair (gɰiː d̪ɔːɾʲ, dt. „Ästuar des Flusses Dobhar“) ist eine Region im äußersten Nordwesten der Republik Irland und des Countys Donegal. Da sie in einem Gaeltacht-Gebiet liegt, ist der irische Name der einzig offizielle Name. Der englische Name Gweedore ist aber ebenso bekannt.
Gaoth Dobhair liegt 50 Kilometer nördlich der Stadt Donegal und 50 Kilometer westlich der nordirischen Stadt Derry.  Sie gilt als die größte irischsprachige Region Irlands.
Der Mount Errigal, mit 749 m der höchste Berg im County Donegal, befindet sich hier.

## Bedeutende Gebäude
- Pobalscoil Ghaoth Dobhair
- Sean Teach Phobail, na Doirí Beaga
- Acadamh na hOllscolaíochta Gaeilge, Gaoth Dobhair (Universität)

## Söhne und Töchter der Gemeinde
- Cormac Breslin (1902–1978), Politiker
- Vincent Coll (1908–1932), US-amerikanischer Auftragsmörder
- Dinny McGinley (* 1945), Politiker
- Mitglieder von Clannad, irische Folk-Gruppe, insbes.:
  - Pádraig Duggan (1949–2016), Musiker und Komponist
  - Moya Brennan (* 1952), Sängerin
- Seán Mac Fhionnghaile (1952–2009), Schauspieler
  - Pól Brennan (* 1956), Sänger, Musikproduzent und Songwriter
- Enya (* 1961), Musikerin und Sängerin
- Na Casaidigh, irische Folk-Gruppe
- Pearse Doherty (* 1977 in Glasgow, aufgewachsen in Gweedore), Politiker